# Magda De Galan
Pour les articles homonymes, voir De Galan.
 (mai 2022).
Si vous disposez d'ouvrages ou d'articles de référence ou si vous connaissez des sites web de qualité traitant du thème abordé ici, merci de compléter l'article en donnant les références utiles à sa vérifiabilité et en les liant à la section « Notes et références ».
Magdalena (Magda) De Galan, née le 23 septembre 1946 à Saint-Gilles et morte le 17 septembre 2024 à Bruxelles, est une avocate et femme politique belge, membre du Parti socialiste (PS).

## Biographie
Titulaire d'un doctorat en droit de l'université libre de Bruxelles, Magda De Galan travaille comme avocate et au sein de cabinets ministériels entre 1978 et 1991.
En 1983, elle est élue conseillère communale de Forest, dont elle est échevine jusqu'en 1989 puis bourgmestre de 1989 à 2001 et de 2007 à 2012.
En 1991, elle est élue députée fédérale à la Chambre des représentants. De 1995 à 2009, elle est députée au Parlement de la région de Bruxelles-Capitale qu'elle préside de 1999 à 2004. Elle siège également à la Cocof et à la Cocom. 
Elle est enfin ministre de la Santé et des Affaires sociales du gouvernement de la communauté française de Belgique de 1992 à 1993, puis de la Santé, de l'Environnement et de l'Intégration sociale jusqu'en janvier 1994, quand elle est nommée ministre fédérale des Affaires sociales dans le premier gouvernement de Jean-Luc Dehaene. En 1995, elle est reconduite dans le second gouvernement Dehaene. Elle quitte son ministère à la fin de la législature en juillet 1999.
Elle meurt le 17 septembre 2024, quelques jours avant son soixante-dix-huitième anniversaire.